# 순록파리
순록파리(reindeer warble fly)는 쇠파리과 쇠파리속의 파리로, 주로 순록에게 기생한다.
순록 뿐 아니라 인간에게도 승저증을 일으킬 수 있으며, 이는 포도막염, 녹내장, 망막 박리를 야기할 수 있다.

## 같이 보기
- 쇠파리과